# Bordado a canutillo
El bordado a canutillo es un tipo de bordado en oro. Se considera el más común y expedito en este material porque en lugar de hilo de oro se emplea «canutillo» de este material. Es el bordado de menor valor artístico. 
El canutillo está constituido por delgados y cortos tubos que se cortan con tijeras al tamaño de la puntada. Trazado el dibujo, se aplica un mullido de papel recortado según los perfiles y sobre él se borda al pasado con seda pero enhebrando para cada puntada con la aguja la seda en un canutillo de oro o plata dejando espacio suficiente entre cada vuelta de seda para que quepa el canutillo de la siguiente. La pasada de aguja va de abajo arriba y el trozo de canutillo que en ella se ensarta debe ser un poco mayor que la puntada del pasado para que apretando bien la espiral de que está formado el canutillo ajuste bien. Se clava la aguja en el punto a donde debe llegar el canutillo sacándola por debajo con la seda sola pues el oro solo se presenta a un haz. 
Los tallos y rabillos de las hojas se imitan tendiendo el canutillo en sentido lontigudinal y cada puntada ha de ir pegada a la anterior retrocediendo la cantidad necesaria para clavar la aguja. Para producir efectos variados se usa combinándolos canutillo mate y canutillo de brillo y puede también hacerse variando los reflejos por la dirección distinta que se dé al canutillo. Este bordado solo se usa en adornos, grecas, entorchados, etc. y bordados de uniforme.